# Steinfort

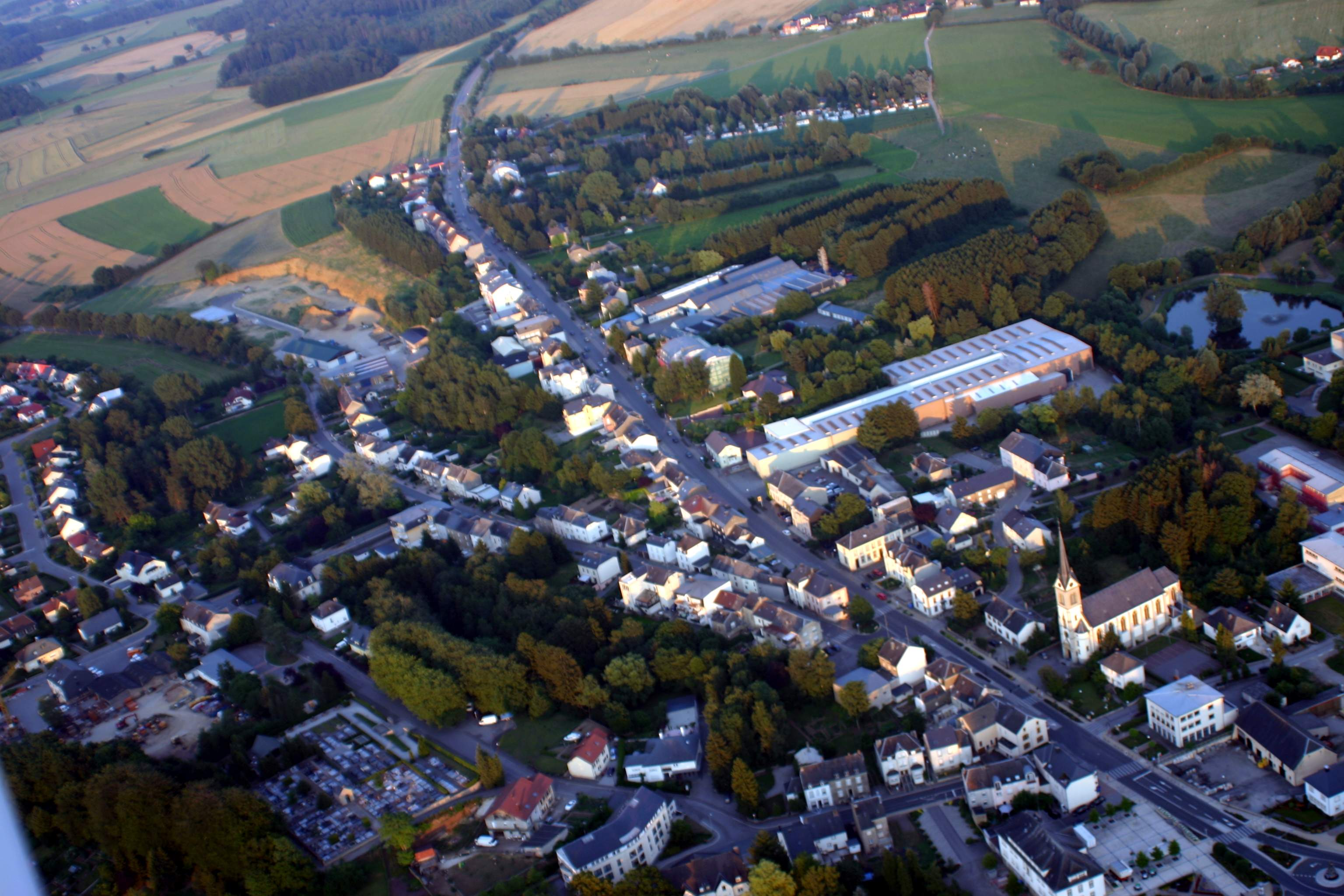
Steinfort

Steinfort (luxemburgisch Stengefortⓘ) ist eine Gemeinde im Großherzogtum Luxemburg und gehört zum Kanton Capellen.

## Name
Der frühere Name von Steinfort lautete Steynenfurt und es wird davon ausgegangen, dass dieser Name auf die hier ehemals bestehende steinige Furt durch die Eisch hinweist. Steinfort liegt geologisch auf mächtigen Sandsteinschichten.

## Zusammensetzung der Gemeinde
Die Gemeinde besteht aus den Ortschaften:
| deutscher Name | luxemburgischer Name | französischer Name |
| -------------- | -------------------- | ------------------ |
| Grass          | Grass                | Grass              |
| Hagen          | Hoen                 | Hagen              |
| Kleinbettingen | Klengbetten          | Kleinbettingen     |
| Steinfort      | Stengefort           | Steinfort          |

## Bürgermeister der Gemeinde
- 1812–1823 und 1844–1845: Pierre Schroeder, Mühlenbesitzer
- 1845–1848: Nicolas Fend
- 1848–1861: Jean Feyereisen
- 1861–1872: Mathias Diederich
- 1872–1902: Nicolas Diederich
- 1902: Nicolas Wagner
- 1903–1911: Robert Collart (Direktor des Steinforter Hüttenwerks)
- 1912–1913: Nicolas Steichen
- 1913–1918: Gustave Loosé (Hütteningenieur im Steinforter Hüttenwerk)
- 1918: Nicolas Steichen
- 1918–1920: Emile Oswald
- 1920: Jean Wildschütz
- 1930–1938: Valentin Noesen (1926–1938 auch Abgeordneter)
- 1938: Félix Hausmer
- 1938–1945: Joseph Wagner
- 1946–1970: Dominique Steichen (Arbeiter im Steinforter Hüttenwerk)[4]
- 1982–2004: Jean Asselborn
- 2004–2011: Guy Pettinger
- 2011–2017: Jean-Marie Wirth
- 2017–2021: Guy Pettinger
- seit 2021: Sammy Wagner

## Verkehr und Wirtschaft
Steinfort liegt an der Bahnstrecke Petingen–Ettelbrück. Bereits zur Keltenzeit und Römerzeit wurde in Steinfort Sandstein gebrochen. Die zahlreichen Steinbrüche in der Region weisen auf die jahrtausendelange Bedeutung für die Region und die Wirtschaft hin.
Bis 1932 bestand in Steinfort ein Hüttenwerk Al Schmelz, für das der Steinforter Stauweiher errichtet wurde.

## Söhne und Töchter der Stadt
- Jean Asselborn (* 27. April 1949), Politiker
- Nikolaus Biwer (* 27. Januar 1884; † 22. August 1941), römisch-katholischer Geistlicher, Komponist und Märtyrer
- Nicolaus Schneider (* 29. November 1884; † 6. März 1953), Altorientalist
- Yvonne Useldinger (* 6. November 1921; † 11. Februar 2009), Politikerin